# Aneta (Ukraina)
Aneta (ukr. Анета) – wieś na Ukrainie, w obwodzie żytomierskim, w rejonie nowogrodzkim. W 2001 roku liczyła 215 mieszkańców.